# 山ノ神遺跡

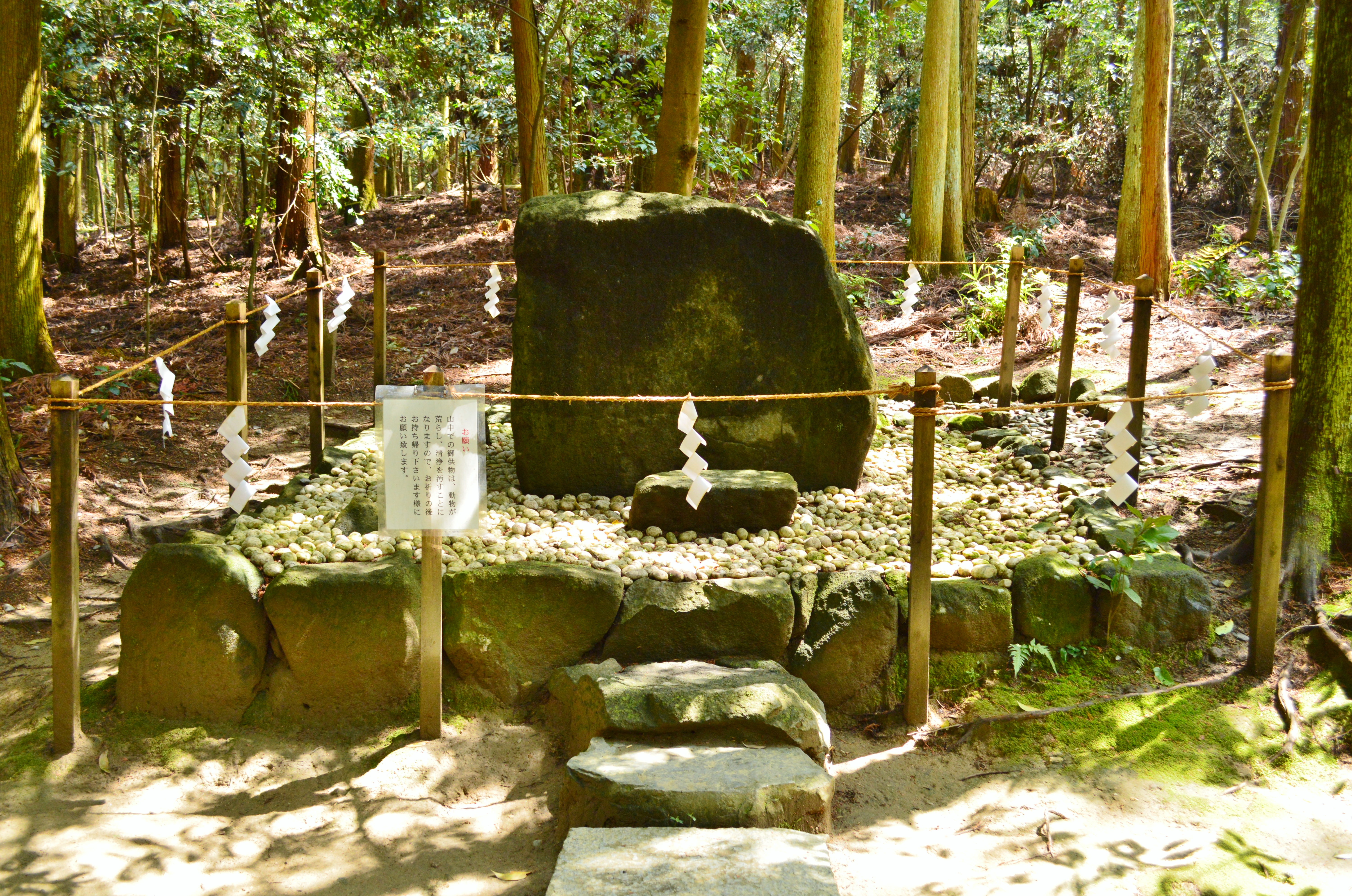
山ノ神遺跡 現在の磐座
（原位置から動かされている）

山ノ神遺跡（やまのかみいせき、山の神遺跡/三輪山ノ神遺跡/山ノ神祭祀遺跡）は、日本の奈良県桜井市三輪にある古代祭祀遺跡。

## 概要

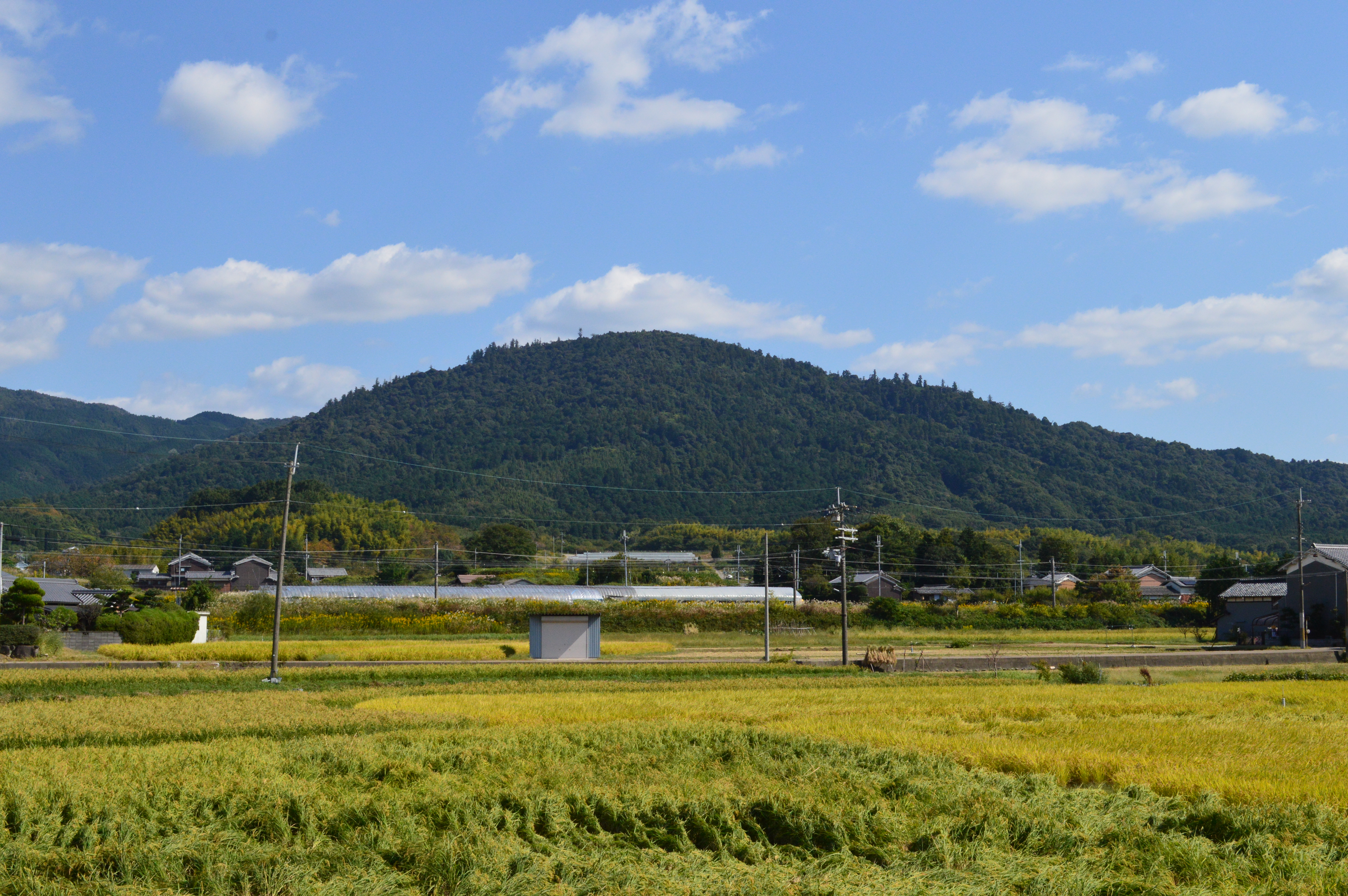
三輪山（祭祀対象）

奈良盆地南東部、三輪山西麓の傾斜地に位置する。南には大神神社、南西には大神神社摂社の狭井神社が所在する。1918年（大正7年）に開墾作業中に遺物が出土したことで発見され、発掘調査が実施されている。
遺跡は巨石群を磐座とするもので、斑糲岩の巨石を中心として、周囲に5つの岩が並ぶほか割石が敷き詰められた状態で検出されており、一帯から多数の遺物が出土している。出土品としては、銅製素文鏡3・碧玉性勾玉5・水晶製勾玉1・剣形鉄製品・土製模造品（竪杵・竪臼・案・柄杓・箕・盤・高坏・壺・匏・鏡形）・滑石製品（子持勾玉1・勾玉約100・管玉約100・臼玉多数・有孔円板・剣形）などがあり、古墳時代前期-後期の4世紀後半-5世紀前半・5世紀後半-6世紀前半の2時期が主体と推定される。
調査当初では古墳とされたが、現在では祭祀跡とするのが定説である。山そのものが神体山として信仰される三輪山では多数の磐座群が存在するが、山ノ神遺跡はそのなかの代表的かつ初期の事例であるとともに、古墳時代の祭祀研究においても重要視される遺跡である。

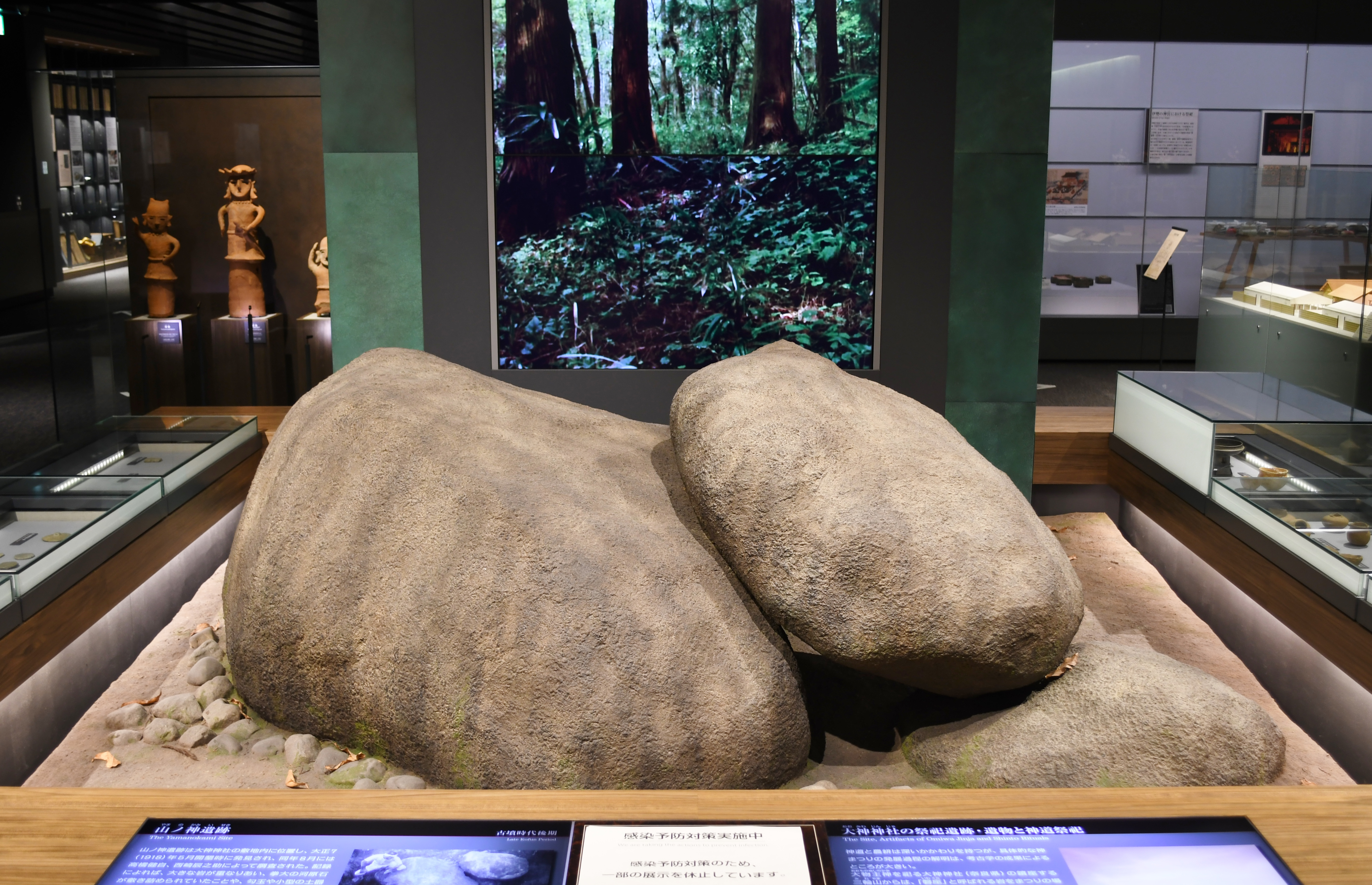
磐座（復元模型） 國學院大學博物館展示。
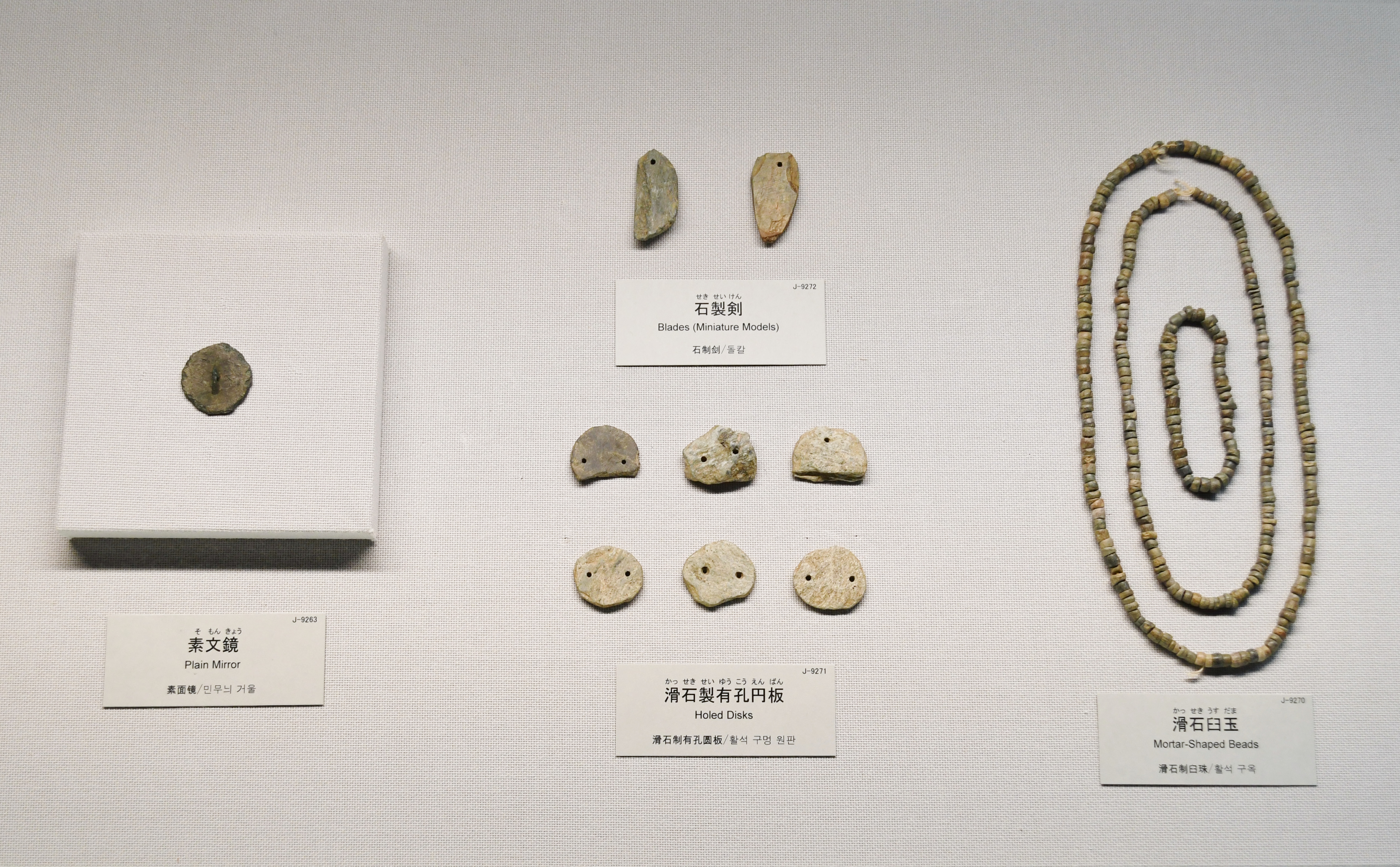
石製品 東京国立博物館展示。
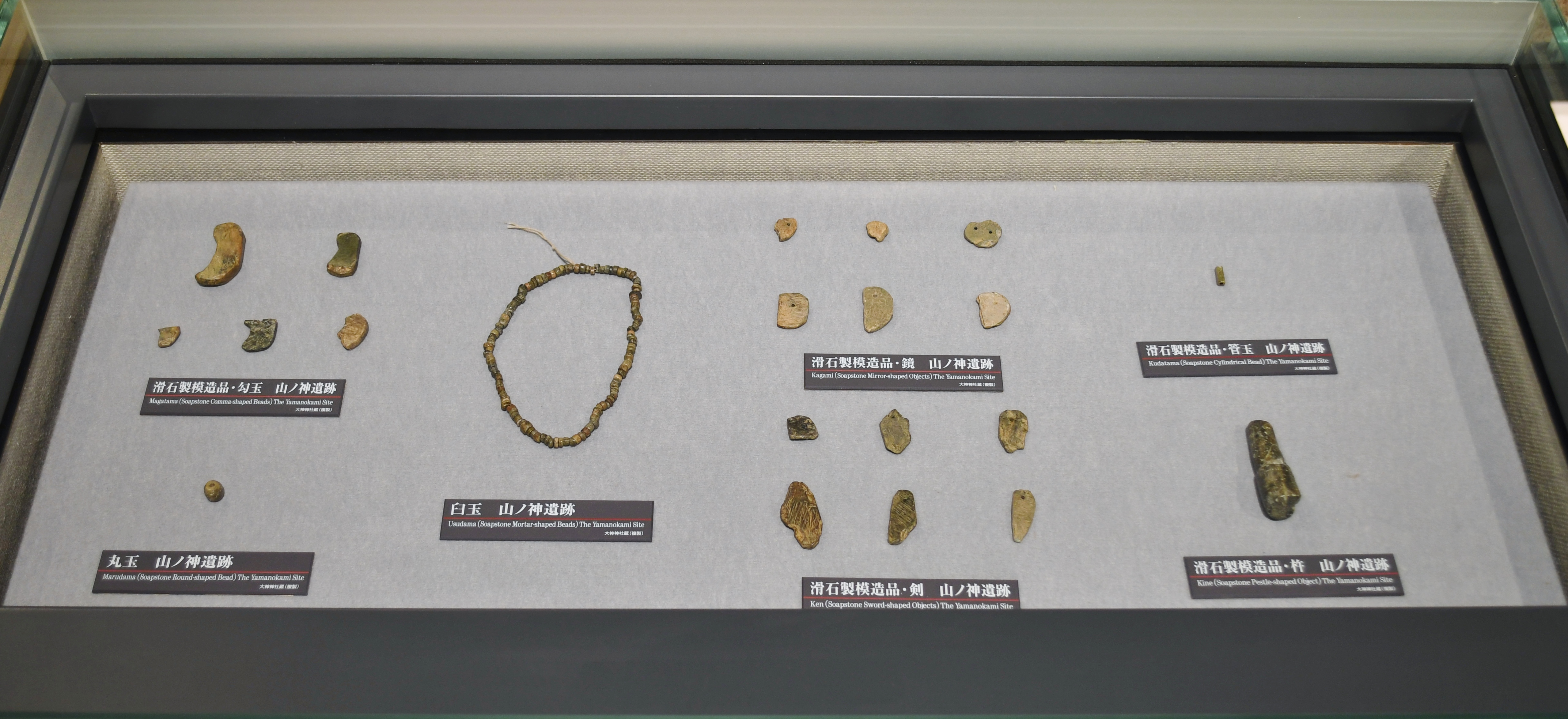
石製品（複製） 國學院大學博物館展示。
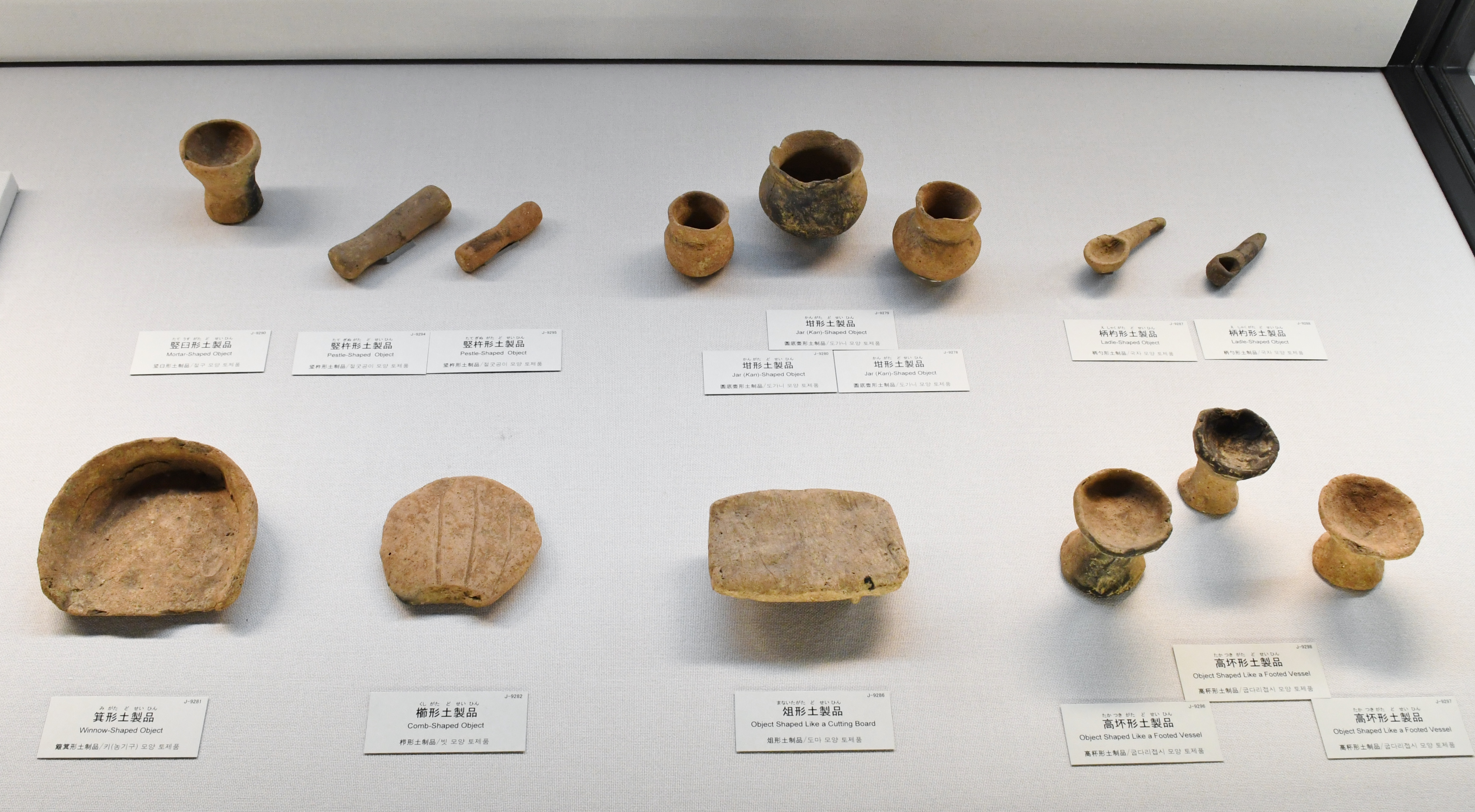
土製品 東京国立博物館展示。
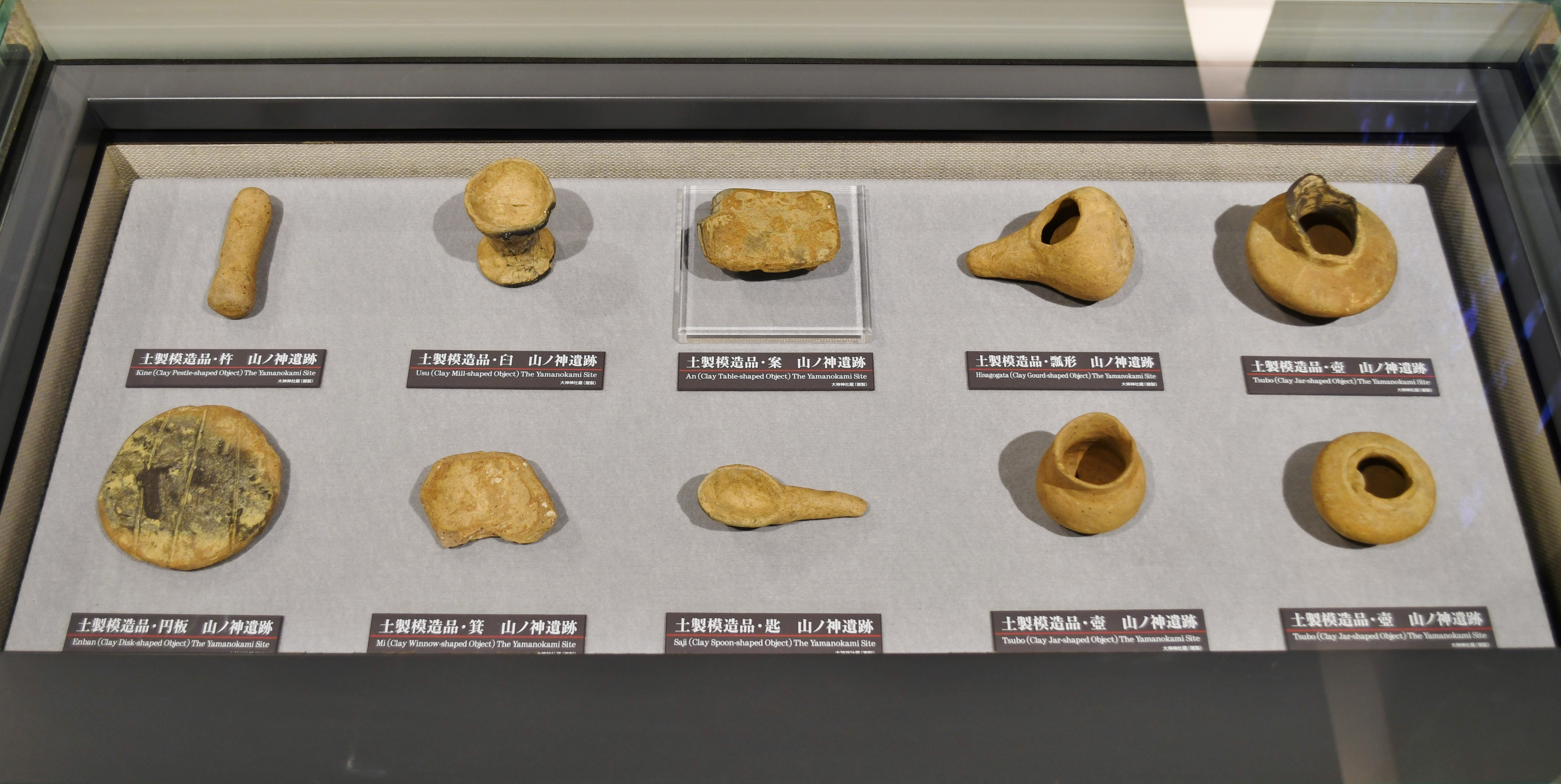
土製品（複製） 國學院大學博物館展示。

## 関連施設
- 大神神社宝物収蔵庫（桜井市三輪） - 山ノ神遺跡の出土品等を保管。
- 東京国立博物館（東京都台東区） - 山ノ神遺跡の出土品等を保管。
- 國學院大學博物館（東京都渋谷区） - 山ノ神遺跡の再現磐座・複製出土品等を保管。

## 関連文献
（記事執筆に使用していない関連文献）
- 高橋健自・西崎辰之助「三輪町大字馬場字山の神古墳」『奈良県史蹟勝地調査会報告書 第7回』奈良県、1920年。
- 樋口清之「奈良縣三輪町山ノ神遺蹟研究」『考古學雜誌』第18巻10・12、考古學會、1928年。
- 寺沢薫「三輪山の祭祀遺跡とそのマツリ」『大神と石上』筑摩書房、1988年。